# 郑沛 (唐朝)
郑沛（738年—796年），唐朝中期官员，出自荥阳郑氏，唐肃宗的驸马。
郑沛的高祖父是隋朝果州刺史鄭世敏，曾祖父是鄭敬玄在唐高祖的驸马、千金公主的丈夫。郑沛的祖父郑克俊官至银青光禄大夫、潞州大都督府长史。父亲郑子羔是仪王李璲府谘议参军事。郑沛在乾元二年（759年），娶唐肃宗第六女紀國公主。因为在安史之乱时，扈从保护皇帝有功，郑沛被任命为特进、检校左散骑常侍。郑沛在贞元十二年（796年），在长安静安里家中去世。年五十九岁。其子郑何。